# Дідрик рудий
Ді́дрик рудий (Chrysococcyx meyerii) — вид зозулеподібних птахів родини зозулевих (Cuculidae). Мешкає на Новій Гвінеї та на сусідніх островах. Вид названий на честь німецького орнітолога Адольфа Бернхарда Меєра.

## Опис
Довжина птаха становить 15 см. Верхня частина тіла зелене, блискуча, на ній є блискучі коричневі плями. Нижня частина тіла біла, поцяткована поперечними зелено-коричневими смугами. Махові пера руді. На скронях білі плями, навколо очей червоні кільця. У самиць лоб рудувато-коричневий, на відміну від самців.

## Поширення і екологія
Руді дідрики мешкають на Новій Гвінеї, а також на острові Батанта в архіпелазі Раджа-Ампат та на острові Гуденаф в архіпелазі Д'Антркасто. Вони живуть у вологих рівнинних і гірських тропічних лісах та в садах. Зустрічаються на висоті від 500 до 1800 м над рівнем моря. Живляться гусінню і комахами. Як і багато інших видів зозуль, практикують гніздовий паразитизм, відкладаючи яйця в гнізда іншим птахам.